# Az Amerikai Egyesült Államok elnökeinek támogatottsága
Az Egyesült Államokban az első elnöki támogatottsági felmérést George Gallup készítette, 1937 körül, azzal a céllal, hogy kiszámítsa, a lakosság mekkora százaléka támogatja a jelenlegi elnököt. A felmérések után százalékosan tüntetik fel az eredményeket azt kimutatva, hogy az ember mennyire támogat egy programot vagy egy személyt. A kérdést általában olyan formában teszik fel, hogy a válaszoló támogatja vagy elégtelen-e az adott politikussal.
Mint minden más közvéleménykutatás, a támogatottsági felmérések is gyakran pontatlanok, így általában az összes felmérés alapján számított átlagot fogadják el pontosnak.

## Donald Trump támogatottsága
| Többség támogatja           |
| Relatív többség támogatja   |
| Relatív többség elégedetlen |
| Többség elégedetlen         |

| Forrás                  | Frissítve        | Támogatottság | Elégedetlenség | Nincs vélemény | Különbség |
| ----------------------- | ---------------- | ------------- | -------------- | -------------- | --------- |
| Real Clear Politics     | 2025. július 31. | 46,3%         | 51,4%          | 2,3%           | −5,1%     |
| Decision Desk HQ        | 2025. július 30. | 44,2%         | 52,9%          | 2,9%           | −8,7%     |
| Ballotpedia             | 2025. július 31. | 44,0%         | 53,0%          | 3,0%           | −9,0%     |
| Silver Bulletin         | 2025. július 31. | 44,2%         | 53,0%          | 2,8%           | −8,8%     |
| Race to the WH          | 2025. július 31. | 43,9%         | 53,1%          | 3,0%           | −9,2%     |
| VoteHub (Time-Weighted) | 2025. július 31. | 44,1%         | 52,8%          | 4,1%           | −8,7%     |
| Strength in Numbers     | 2025. július 27. | 42,1%         | 54,5%          | 3,4%           | −12,4%    |

| Forrás               | Dátum                 | Megkérdezeettek | Hibahatár | Támogatottság | Elégedetlenség | Nincs vélemény | Különbség |
| -------------------- | --------------------- | --------------- | --------- | ------------- | -------------- | -------------- | --------- |
| Ipsos                | július 25–27.         | 1023 A          | ± 4,3%    | 40%           | 56%            | 4%             | −16%      |
| Emerson College      | július 21–22.         | 1400 RV         | ± 2,5%    | 46%           | 47%            | 7%             | −1%       |
| Gallup               | július 7–21.          | 1002 A          | ± 4,0%    | 37%           | 58%            | 15%            | −21%      |
| The Economist/YouGov | július 4–7.           | 1389 RV         | ± 3,8%    | 43%           | 54%            | 3%             | −11%      |
| The Economist/YouGov | június 27–30.         | 1491 RV         | ± 3,0%    | 45%           | 53%            | 2%             | −8%       |
| The Economist/YouGov | június 20–23.         | 1455 RV         | ± 3,1%    | 43%           | 54%            | 3%             | −11%      |
| The Economist/YouGov | június 13–16.         | 1351 RV         | ± 3,1%    | 44%           | 53%            | 3%             | −9%       |
| The Economist/YouGov | június 6–9.           | 1397 RV         | ± 3,2%    | 45%           | 53%            | 2%             | −8%       |
| The Economist/YouGov | műjus 30. – június 2. | 1436 RV         | ± 3,2%    | 46%           | 51%            | 2%             | −5%       |

## Korábbi elnökök támogatottsága
| #  | Elnök                 | Legmagasabb                                                     | Legalacsonyabb                          | Különbség | Legmagasabb elégedetlenség                                                  | Legalacsonyabb elégedetlenség | Legnagyobb különbség        | Legkisebb különbség                                  | Utolsó          | Átlag | Felmérések évente |
| -- | --------------------- | --------------------------------------------------------------- | --------------------------------------- | --------- | --------------------------------------------------------------------------- | ----------------------------- | --------------------------- | ---------------------------------------------------- | --------------- | ----- | ----------------- |
| 46 | Joe Biden             | 57 (2021-02-02, 2021-04-21)                                     | 36 (2024-07-21)                         | 21        | 59 (2022-07-26, 2023-04-25, 2023-10-23, 2023-11-21, 2023-12-20, 2024-02-20) | 37 (2021-02-02)               | 20 (2021-02-02)             | −22 (2023-04-25, 2023-10-23, 2023-11-21, 2024-07-21) | 40 (2025-01-15) | 42    | N/A               |
| 45 | Donald Trump          | 49 (2020-01-29, 2020-02-16, 2020-03-22, 2020-04-28, 2020-05-13) | 34 (2021-01-15)                         | 15        | 62 (2021-01-15)                                                             | 45 (2017-01-22, 2020-03-22)   | 4 (2020-03-22)              | −28 (2021-01-15)                                     | 34 (2021-01-15) | 41    | 40                |
| 44 | Barack Obama          | 69 (2009-01-24)                                                 | 38 (2014-09-05)                         | 31        | 57 (2014-10-10)                                                             | 12 (2009-01-23)               | 56 (2009-01-23, 2009-01-24) | −18 (2014-10-10)                                     | 59 (2017-01-19) | 48    | 48.4              |
| 43 | George W. Bush        | 90 (2001-09-22)                                                 | 25 (2008-10-05, 2008-10-12, 2008-11-02) | 65        | 71 (2008-10-10)                                                             | 6 (2001-09-22)                | 84 (2001-09-22)             | −46 (2008-10-12)                                     | 34 (2009-01-11) | 49    | 33.7              |
| 42 | Bill Clinton          | 73 (1998-12-20)                                                 | 37 (1993-06-06)                         | 36        | 54 (1994-09-07)                                                             | 20 (1993-01-26)               | 48 (1998-12-20)             | −14 (1994-09-07)                                     | 66 (2001-01-14) | 55    | 28.5              |
| 41 | George H. W. Bush     | 89 (1991-02-28)                                                 | 29 (1992-08-02)                         | 60        | 60 (1992-07-31)                                                             | 6 (1989-01-26)                | 82 (1991-03-03)             | −30 (1992-08-02, 1992-10-13)                         | 56 (1993-01-11) | 61    | 39.5              |
| 40 | Ronald Reagan         | 68 (1986-05-19)                                                 | 35 (1983-01-31)                         | 33        | 56 (1983-01-31)                                                             | 13 (1981-02-02)               | 49 (1981-04-06)             | −21(1983-01-31)                                      | 63 (1988-12-29) | 53    | 37.0              |
| 39 | Jimmy Carter          | 75 (1977-03-21)                                                 | 28 (1979-07-02)                         | 47        | 59 (1979-07-02)                                                             | 8 (1977-02-07, 1977-03-02)    | 66 (1977-03-15)             | −31 (1979-07-02)                                     | 34 (1980-12-08) | 46    | 22.7              |
| 38 | Gerald Ford           | 71 (1974-08-19)                                                 | 37 (1975-03-31)                         | 34        | 48 (1975-03-31)                                                             | 3 (1974-08-19)                | 67 (1974-08-13)             | −11 (1975-03-31)                                     | 53 (1976-12-13) | 47    | 14.7              |
| 37 | Richard Nixon         | 67 (1969-11-17, 1973-01-29)                                     | 24 (1974-07-15, 1974-07-26, 1974-08-05) | 43        | 66 (1974-08-05)                                                             | 5 (1969-01-28)                | 57 (1969-03-17)             | −42 (1974-08-05)                                     | 24 (1974-08-05) | 49    | 17.7              |
| 36 | Lyndon B. Johnson     | 79 (1964-03-05)                                                 | 35 (1968-08-12)                         | 44        | 53 (1968-08-12)                                                             | 2 (1963-12-10)                | 75 (1963-12-10)             | −18 (1968-08-12)                                     | 49 (1969-01-06) | 55    | 15.3              |
| 35 | John F. Kennedy       | 82 (1961-05-03, 1961-06-06)                                     | 56 (1963-09-17)                         | 26        | 30 (1963-11-13)                                                             | 5 (1961-04-11)                | 77 (1961-05-03)             | 27 (1963-09-17)                                      | 58 (1963-11-13) | 70    | 13.7              |
| 34 | Dwight D. Eisenhower  | 79 (1956-12-19)                                                 | 48 (1958-04-01)                         | 31        | 36 (1958-04-01)                                                             | 7 (1953-02-05)                | 66 (1953-04-02, 1956-12-19) | 12 (1958-04-01)                                      | 59 (1960-12-13) | 65    | 14.4              |
| 33 | Harry Truman          | 87 (1945-06-05)                                                 | 22 (1951-11-16, 1952-02-14)             | 65        | 67 (1952-01-06)                                                             | 3 (1945-06-05)                | 85 (1945-08-22)             | −43 (1952-01-04)                                     | 32 (1952-12-16) | 45    | 8.4               |
| 32 | Franklin D. Roosevelt | 83 (1942-01-23)                                                 | 48 (1939-08-18)                         | 35        | 46 (1938-05-22, 1938-05-29, 1938-11-07)                                     |                               | 73 (1942-01-23)             |                                                      | 65 (1943-12-15) | 63    | 8                 |

### Grafikonok

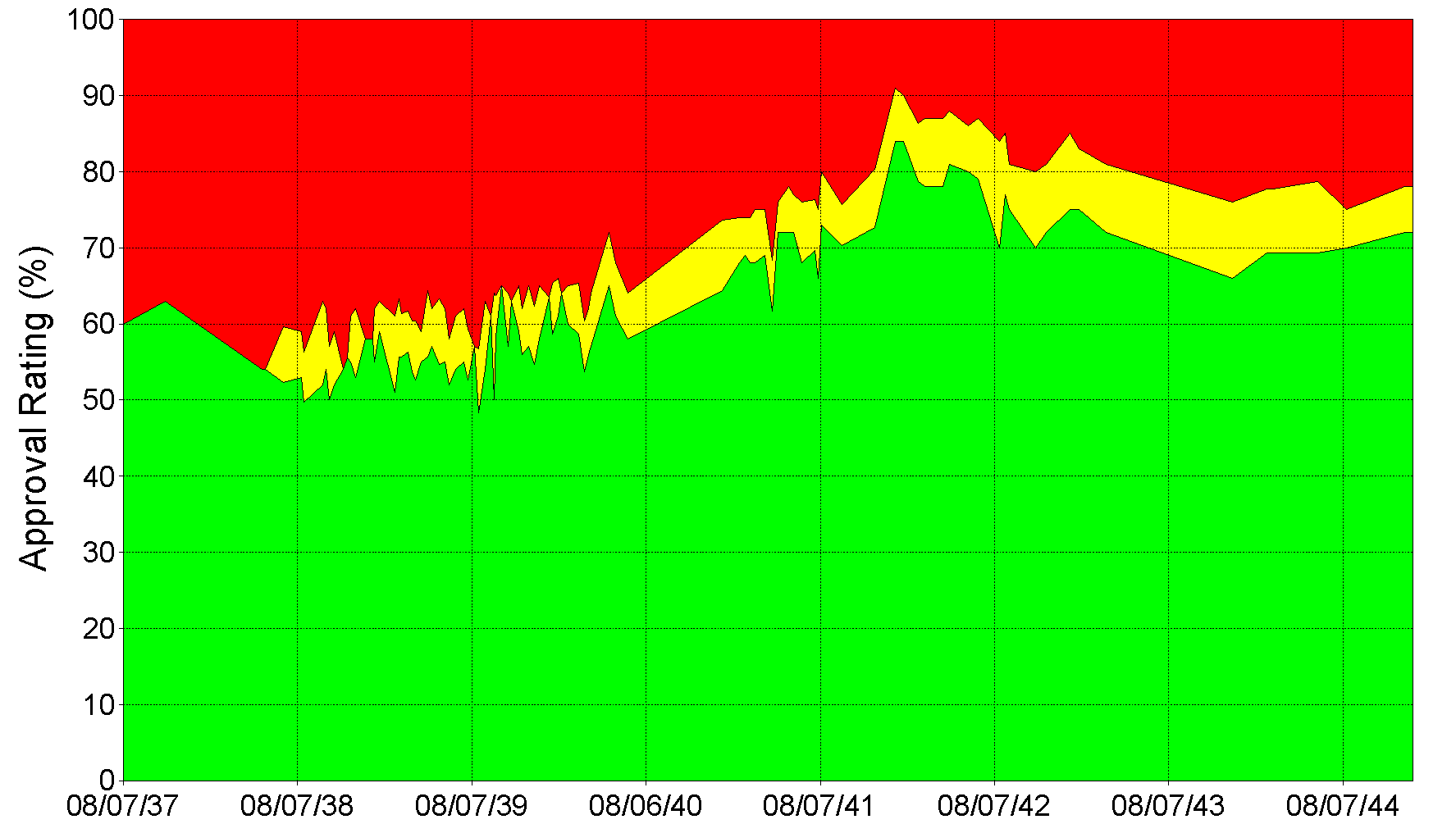
Franklin D. Roosevelt
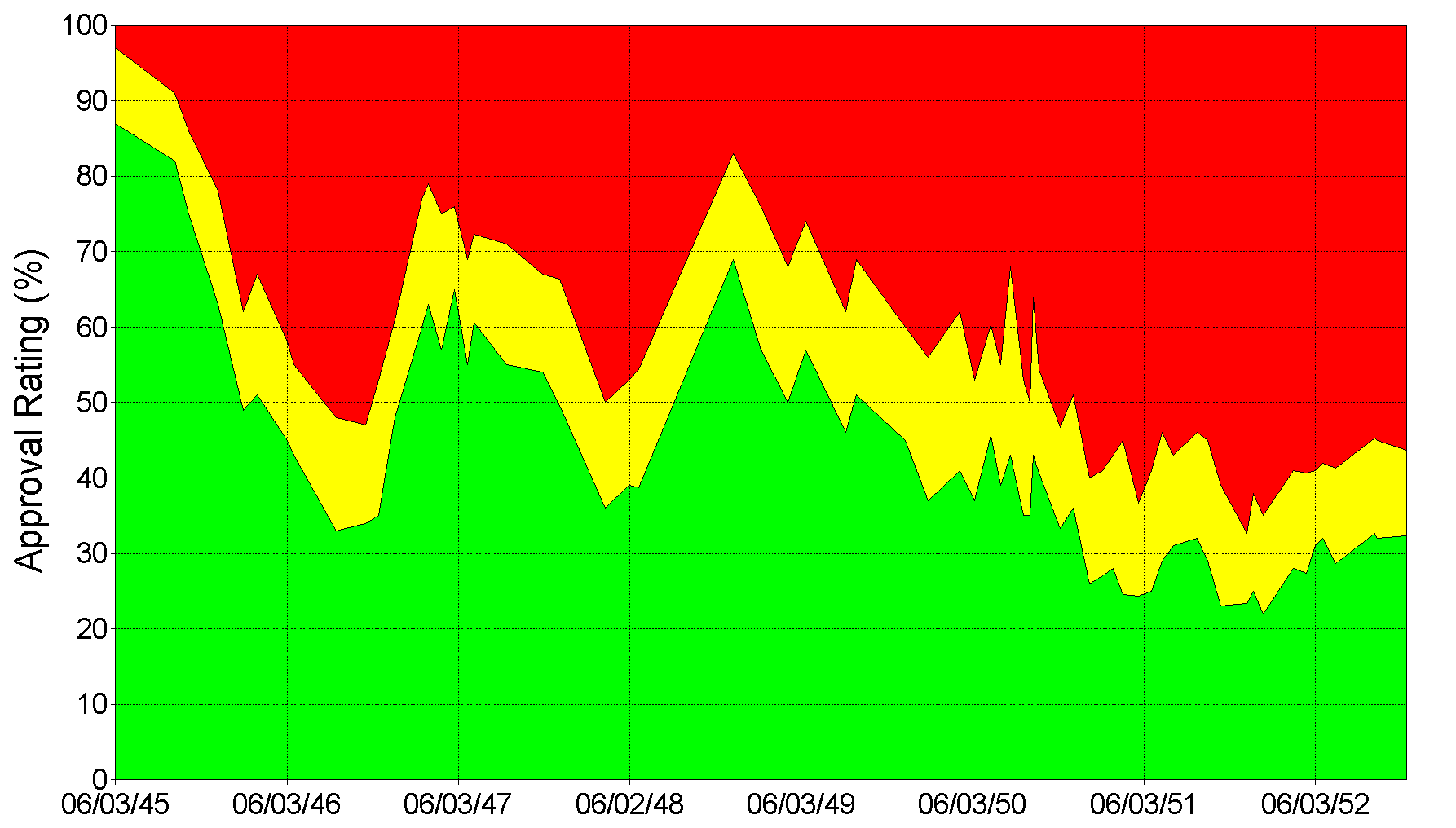
Harry S. Truman
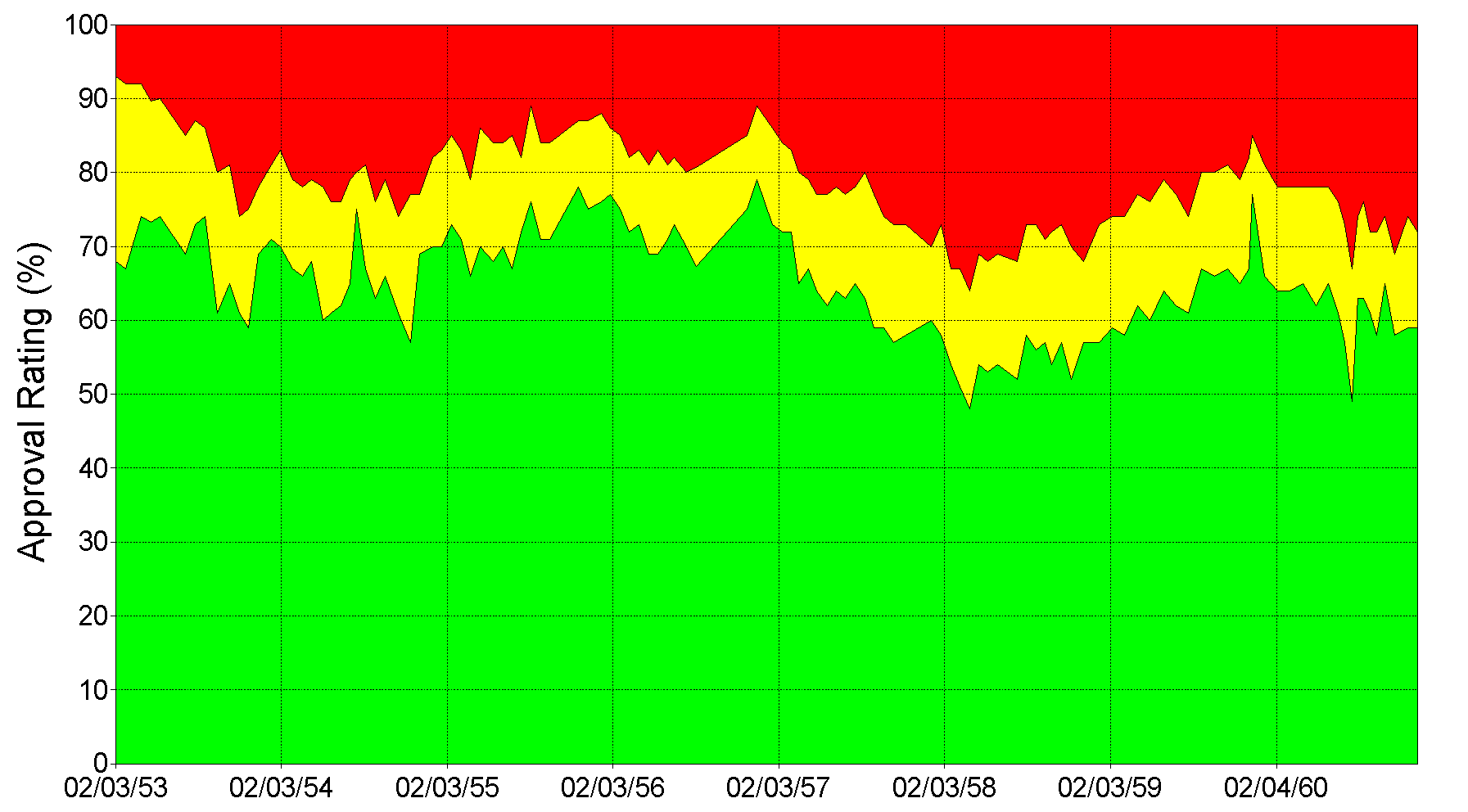
Dwight D. Eisenhower
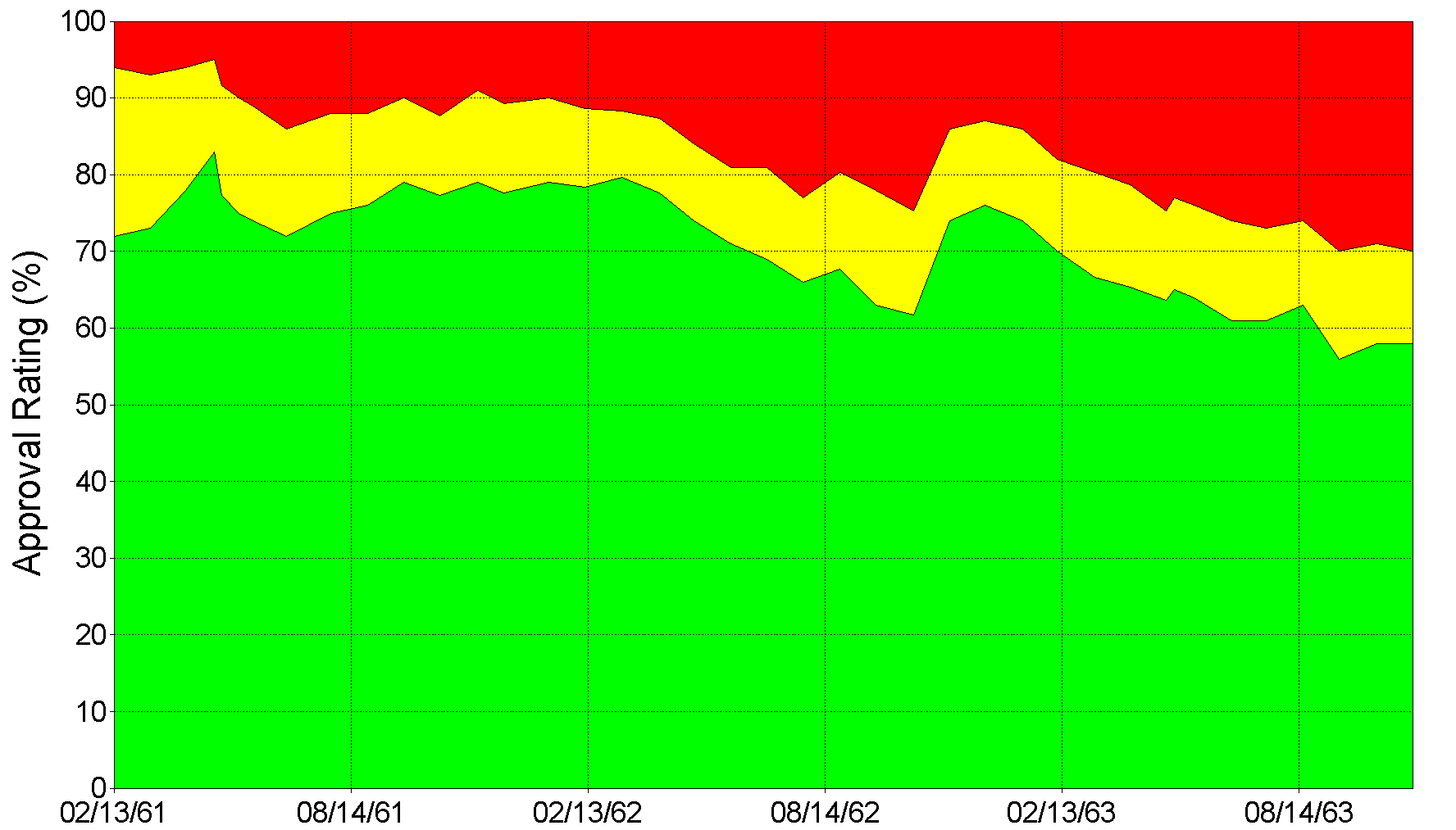
John F. Kennedy
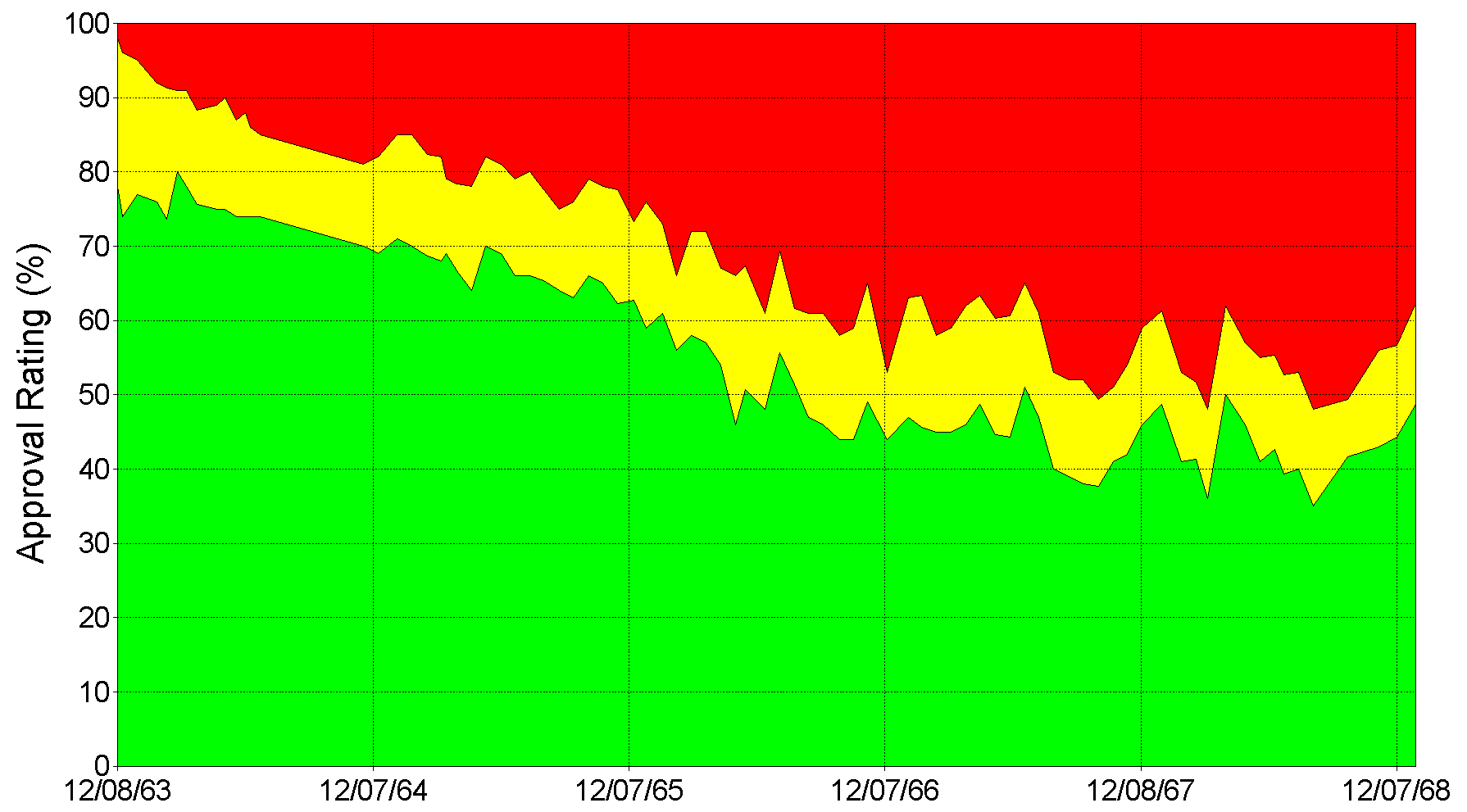
Lyndon B. Johnson
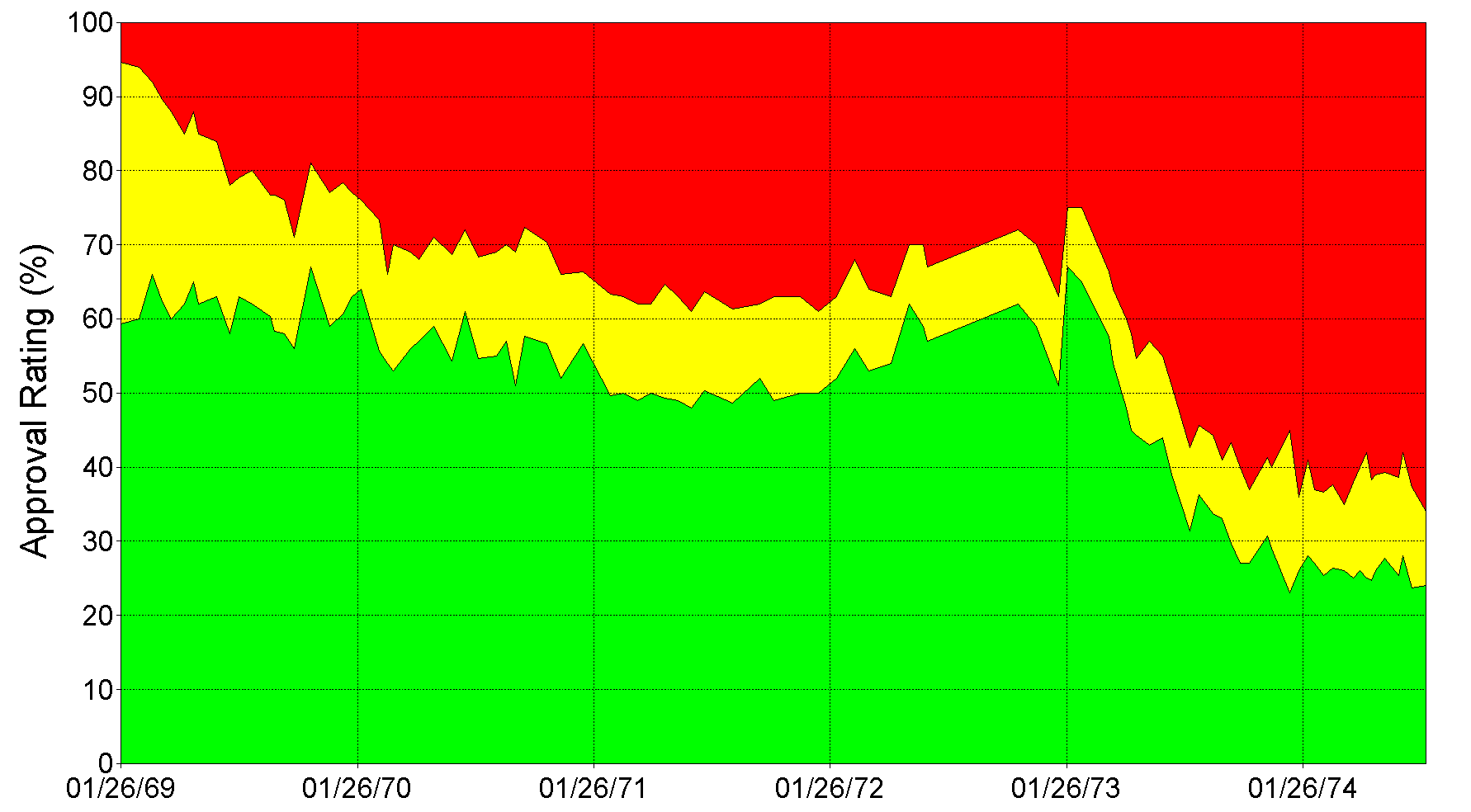
Richard Nixon
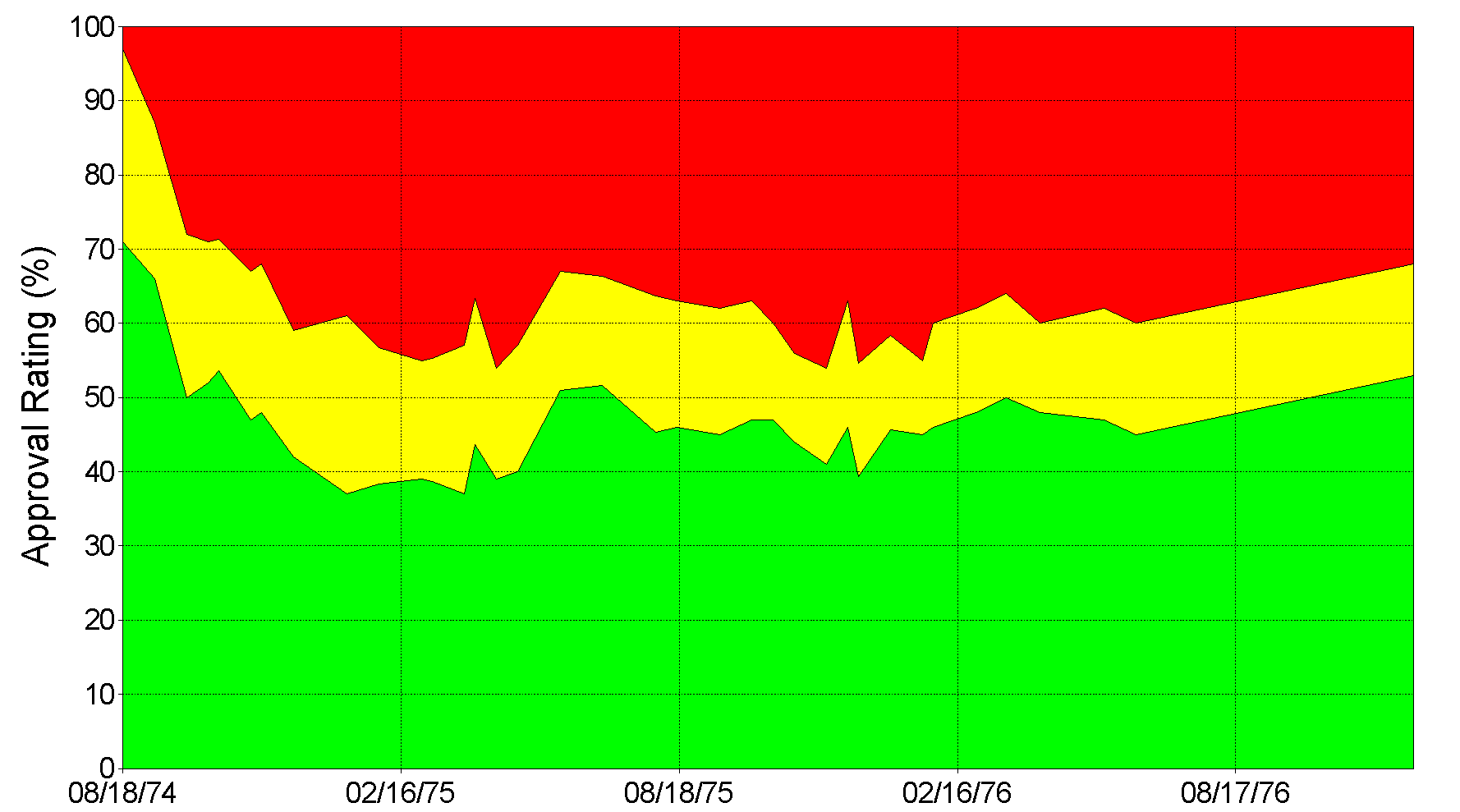
Gerald Ford
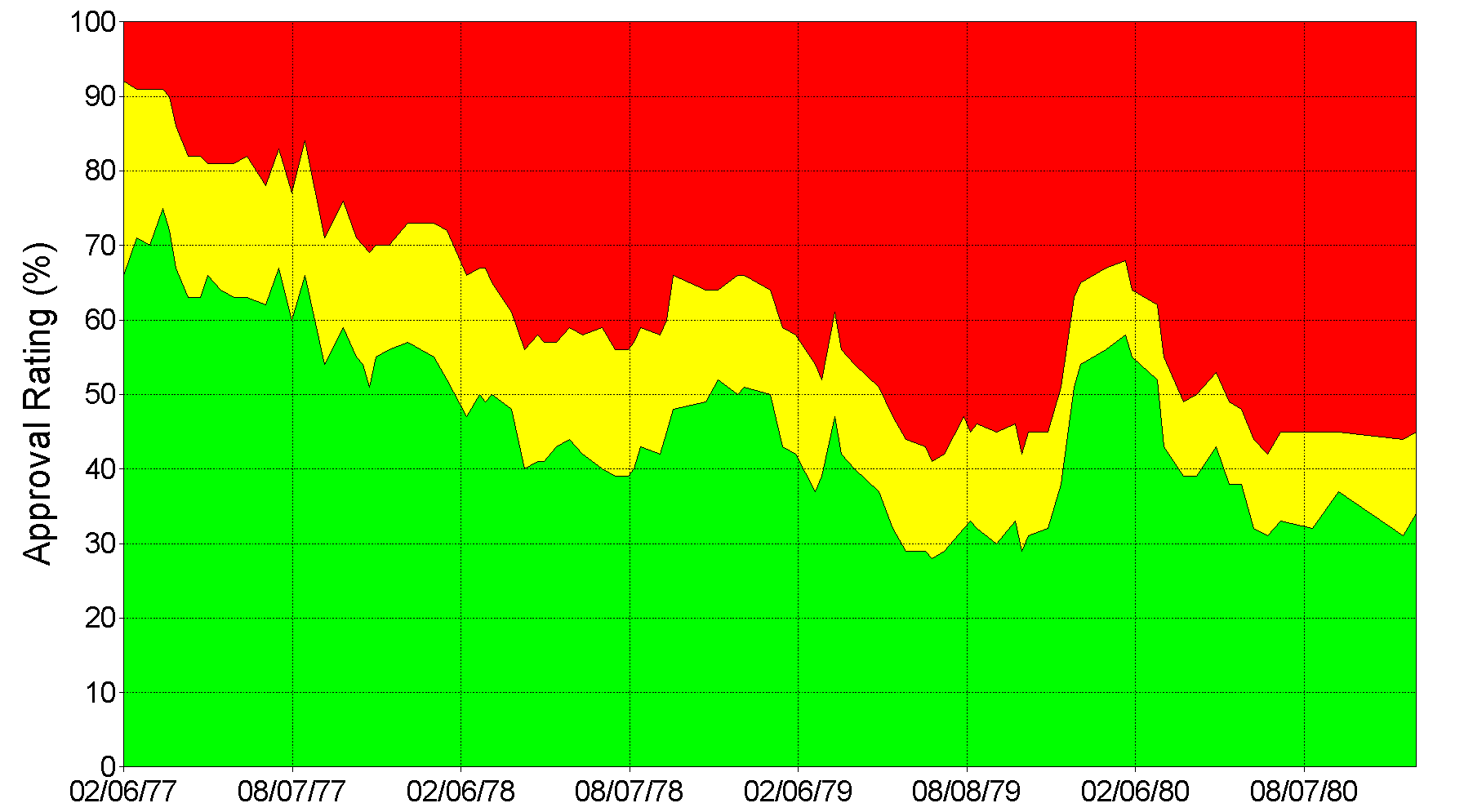
Jimmy Carter
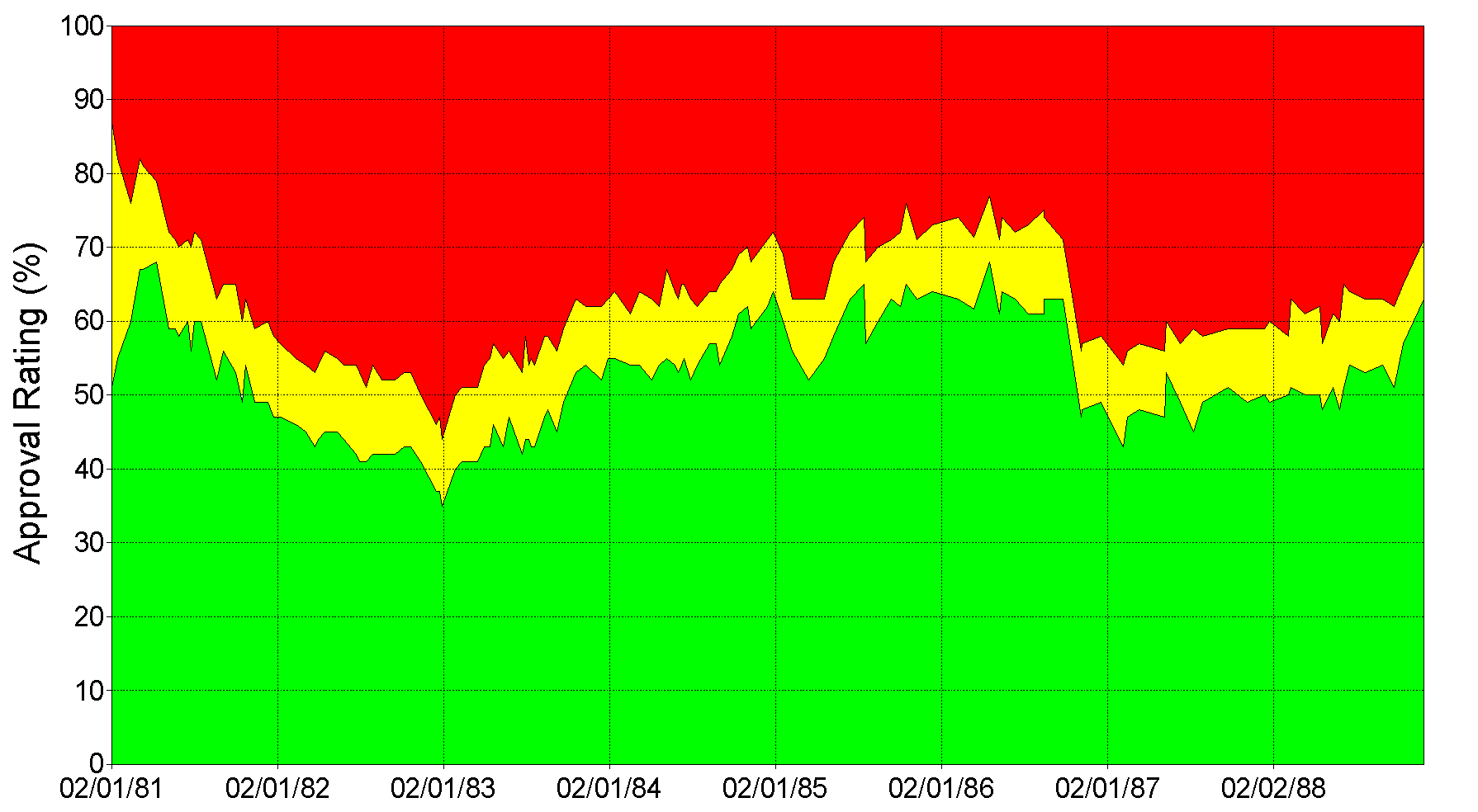
Ronald Reagan
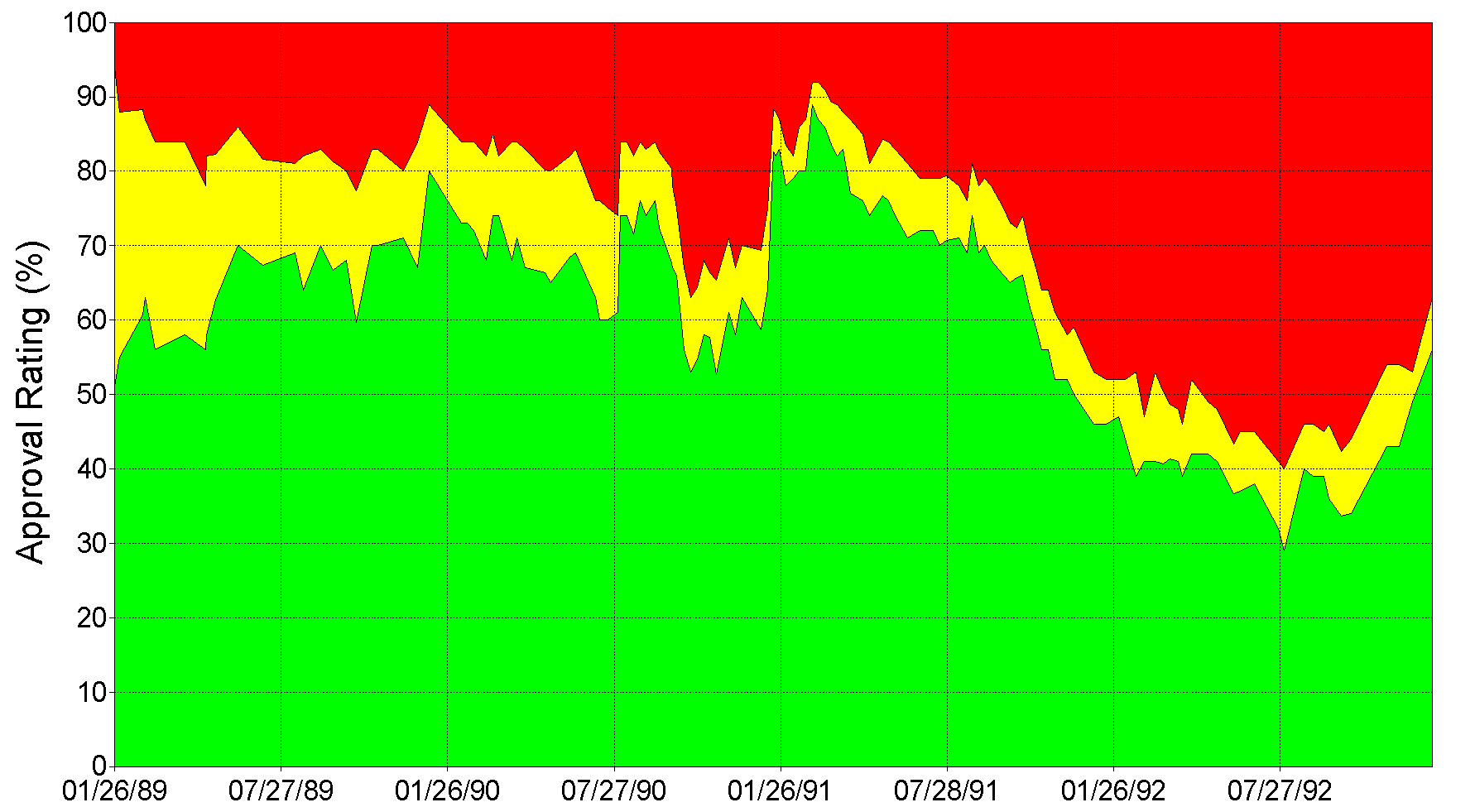
George H. W. Bush
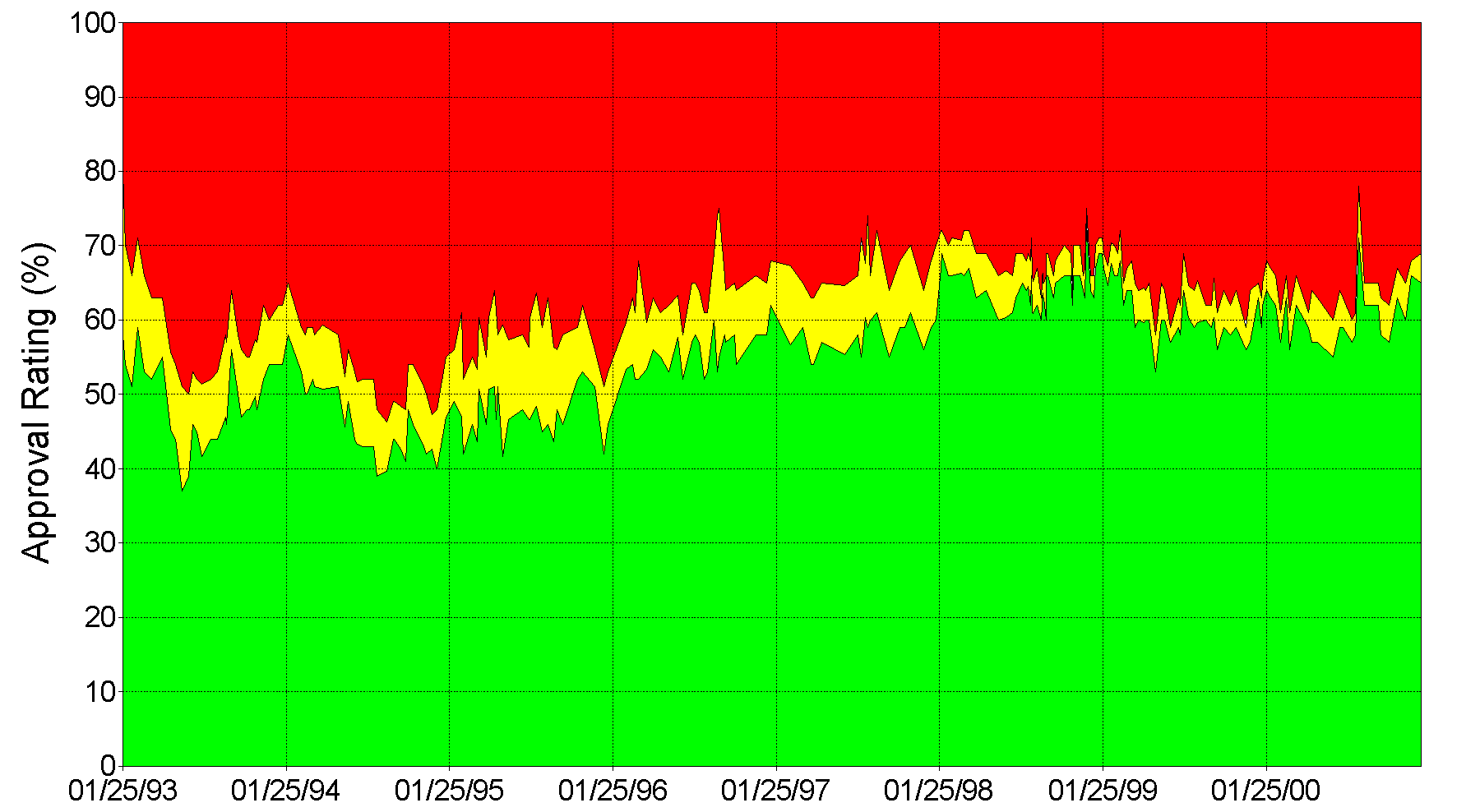
Bill Clinton
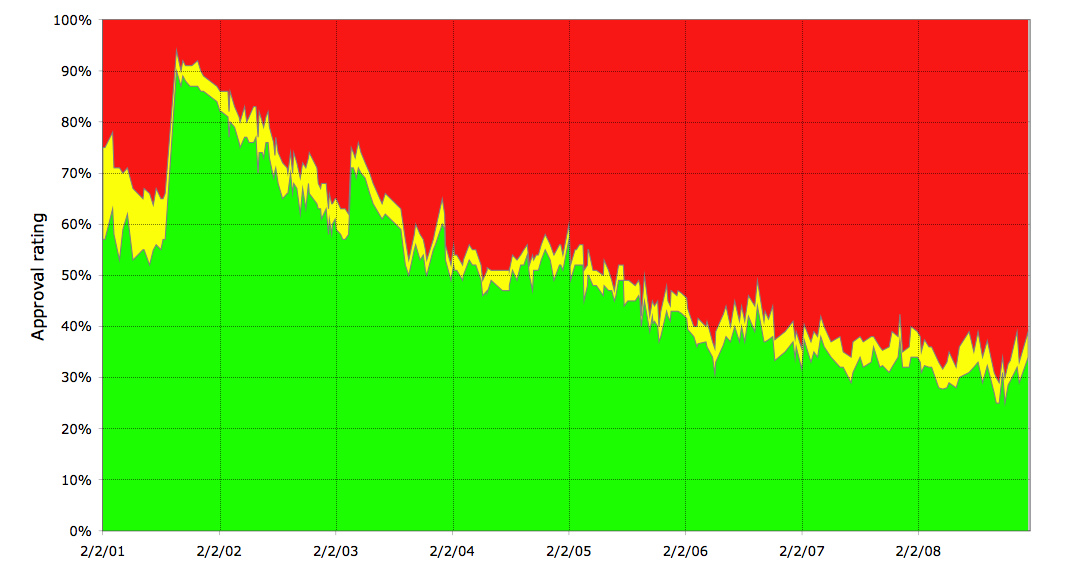
George W. Bush
Barack Obama
Donald Trump (1. elnöksége)
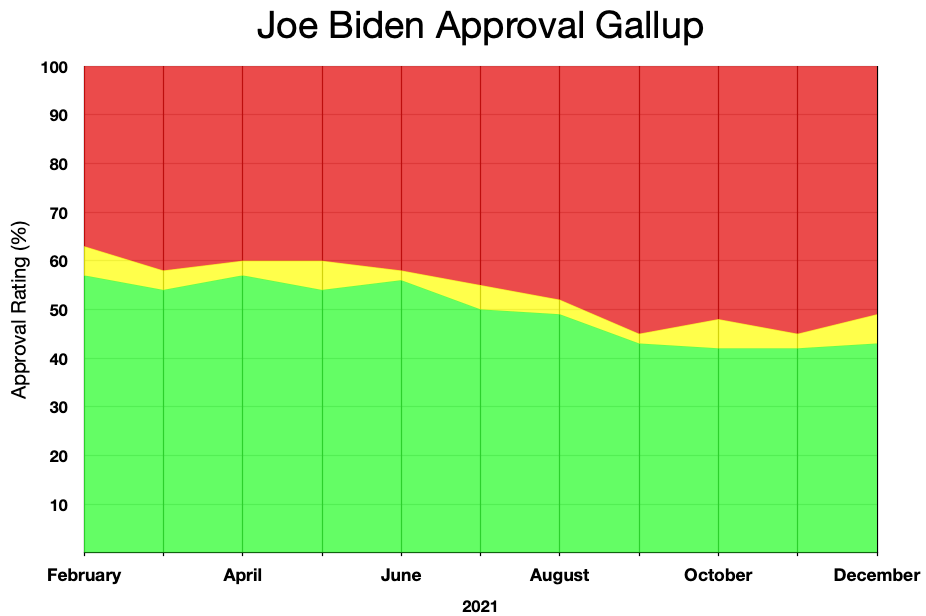
Joe Biden